# تايلور روان
تايلور روان (بالإنجليزية: Taylor Rowan)‏ هو لاعب كرة قدم أمريكية أمريكي، ولد في 12 يناير 1987 في ملبورن في الولايات المتحدة.